# Noisy-le-Roi
Noisy-le-Roi – miejscowość i gmina we Francji, w regionie Île-de-France, w departamencie Yvelines.
Według danych na rok 1990 gminę zamieszkiwało 8095 osób, a gęstość zaludnienia wynosiła 1491 osób/km² (wśród 1287 gmin regionu Île-de-France Noisy-le-Roi plasuje się na 263. miejscu pod względem liczby ludności, natomiast pod względem powierzchni na miejscu 647.).